# Nur-Sultan Challenger
ğ
Il Nur-Sultan Challenger  è un torneo di tennis maschile, facente parte del circuito Challenger giocato a Nur-Sultan, in Kazakistan su campi in cemento al chiuso del National Tennis Centre. L'edizione del 2020 è stata cancellata a causa della pandemia di COVID-19.
Nella capitale kazaka, dal 2007 si tiene anche la President's Cup, altro evento facente parte del circuito Challenger ma anche del circuito ITF femminile.

## Albo d'oro

### Singolare
| Anno     | Campione                              | Finalista                             | Punteggio                             |
| -------- | ------------------------------------- | ------------------------------------- | ------------------------------------- |
| 2021 (2) | Tomáš Macháč                          | Sebastian Ofner                       | 4–6, 6–4, 6–4                         |
| 2021 (1) | Mackenzie McDonald                    | Jurij Rodionov                        | 6–1, 6–2                              |
| 2020     | Annullato per pandemia di Coronavirus | Annullato per pandemia di Coronavirus | Annullato per pandemia di Coronavirus |
| 2019     | Illja Marčenko                        | Yannick Maden                         | 4–6, 6–4, 6–3                         |

### Doppio
| Anno     | Campioni                              | Finalisti                             | Punteggio                             |
| -------- | ------------------------------------- | ------------------------------------- | ------------------------------------- |
| 2021 (2) | Nathaniel Lammons Jackson Withrow     | Nathan Pasha Max Schnur               | 6–4, 6–2                              |
| 2021 (1) | Denys Molčanov Oleksandr Nedovjesov   | Nathan Pasha Max Schnur               | 6–4, 6–4                              |
| 2020     | Annullato per pandemia di Coronavirus | Annullato per pandemia di Coronavirus | Annullato per pandemia di Coronavirus |
| 2019     | Harri Heliövaara Illja Marčenko       | Karol Drzewiecki Szymon Walków        | 6–4, 6–4                              |